# 星野貴紀
星野 貴紀（ほしの たかのり、1980年5月8日 - ）は、日本の声優、俳優、音声収録・舞台芸術 研究所（VORPAL : VOice Recording Peforming Arts Laboratory）代表。栃木県真岡市出身、PACage所属。
代表作に『ガン×ソード』（ヴァン）、『遊☆戯☆王5D's』（ジャック・アトラス）、『マン・オブ・スティール』（クラーク・ケント / スーパーマン）などがある。

## 来歴
表現の業界に入ろうと思ったきっかけは、大阪府の芝居の学校に進学していた仲の良かった友人が阪神・淡路大震災で死亡したことだという。その友人について「どうして大阪の学校に通っていたんだろう、東京だって学校はいっぱいあるのに」と疑問に思っていたが、その友人は大阪に習いたかった講師がおり、その講師の為に大阪に行っていたことを知る。その頃の星野は毎日バイクばかり乗っており、演技といった芝居に触れることも無かったが、「その子がそんなに懸けたかったものは、どんなものだろう」と思い、学校の演劇部に入部した。
パフォーミング・アート・センター、『学校へ行こう!』の企画「ヴォイス系声優部」出身。当時は「ノッポ」という名義だった。
2018年よりディズニーのキャラクター・ミッキーマウスの日本語版声優を専属で務めている。
2025年3月24日、オフィスPACが法人解散するにあたり所属メンバーでPACageを設立し移籍した。

## 人物・特色
声種はバス。方言は北関東弁。
声優としては、外画吹き替え、アニメなどに出演している他、舞台でも活躍。
洋画の吹き替えでは、ヘンリー・カヴィルを主に担当している。
英検3級を有しており、特技はバスケットボール。
『遊☆戯☆王5D's』、『遊☆戯☆王ARC-V』でジャック・アトラス役を担当している。星野は遊戯王カードのプレイヤーでもある。

## 出演
太字はメインキャラクター。

### テレビアニメ
2002年
- まほろまてぃっく〜もっと美しいもの〜（ドレクセル）
- GetBackers-奪還屋-（2002年 - 2003年、冬木士度）
- RAVE（アナウンサー、衛兵、カジノ従業員、見物客、操舵士）

2003年
- カレイドスター（男子B、剣使い）

2004年
- 爆裂天使（子分1）
- 忘却の旋律（岬の人々）
- GIRLSブラボー シリーズ（2004年 - 2005年、疾風、野球部員A、男子生徒B、ヤンキー、偽ぽよんちゃん、男子生徒） - 2シリーズ
- 巌窟王（執行人）
- ジパング（2004年 - 2005年、菊池雅行）

2005年
- アイシールド21（2005年 - 2007年、十文字一輝）
- 焼きたて!!ジャぱん（ボブ・カイザー、イギリスチーム）
- ガン×ソード（ヴァン、パリカール）

2006年
- 陰からマモル!（陰守半蔵、極悪組若頭、長老）
- Ergo Proxy（兵士）
- 名探偵コナン（2006年 - 2021年、桧垣敏則、日影呈一、万年定夫、カール・モリス、内海徳郎、影山忍 他）
- イノセント・ヴィーナス（半平武市）
- NIGHT HEAD GENESIS（Y）
- 太陽の黙示録（隊長）
- デジモンセイバーズ（イワン / バイオステゴモン / バイオスピノモン）
- D.Gray-man（隊長）

2007年
- 遊☆戯☆王デュエルモンスターズGX（オネスト）
- ZOMBIE-LOAN（沢渡乙、ちびざらめ）
- 鋼鉄三国志（曹丕子桓）
- ご愁傷さま二ノ宮くん（蛇島反夫）

2008年
- 遊☆戯☆王5D's（2008年 - 2011年、ジャック・アトラス、偽ジャック）
- RD 潜脳調査室（イシオ）
- ゴルゴ13（トム・ハットン、囚人）
- かんなぎ（響大鉄）
- 機動戦士ガンダム00 セカンドシーズン（空母クルー）

2009年
- ドルアーガの塔 〜the Sword of URUK〜（騎士団）
- 黒神 The Animation（森羅）
- クレヨンしんちゃん（2009年 - 2019年、ホワイトジャック、トンちゃん、体操のお兄さん、刑事、サラリーマン、医者）

2010年
- 閃光のナイトレイド（鍵谷棗）
- 鋼の錬金術師 FULLMETAL ALCHEMIST（グスタフ、正門隊長、ヒース、ブリッグズ兵）
- RAINBOW-二舎六房の七人-（バンドマスター、男）
- アイアンマン（訓練生2、管制官1、特殊隊員、自衛隊、幕僚長、覆面男）
- ぬらりひょんの孫（2010年 - 2011年、猩影） - 2シリーズ
- ハートキャッチプリキュア!（デザートデビル）

2011年
- ウルヴァリン（ヴァダカ、指揮官、上官、黒萩の部下）
- ダンボール戦機（2011年 - 2013年、八神英二、アルシャヒーン・弟、CCM、マンディ、猿田学 他） - 3シリーズ
- C（川島）
- 夏目友人帳 参（カナワ）
- NO.6（富良）
- UN-GO（佐々木々彦）

2012年
- たまごっち!（すふぃんくいずっち）
- 宇宙兄弟（2012年 - 2013年、新田零次）
- トリコ（オーバン）
- ポケットモンスター ベストウイッシュ シーズン2（ジェルミ）
- スマイルプリキュア!（ロボッター）
- 黒子のバスケ（2012年 - 2014年、原澤克徳）
- 新世界より（2012年 - 2013年、鏑木肆星）

2013年
- ビーストサーガ（ロングジラフ）
- ちはやふる2（及川知成）
- マギ（ズルムッド）
- デュエル・マスターズ ビクトリーV3（2013年 - 2014年、ヨミ）
- 進撃の巨人（ミタビ・ヤルナッハ）
- ポケットモンスター ミュウツー 〜覚醒への序章〜（バンギラス）

2014年
- 47都道府犬R（栃木犬）
- ハマトラ（ヘレンリー正義）
- ピンポン THE ANIMATION（大田、生徒B）
- ハイキュー!!（2014年 - 2020年、海信行） - 4シリーズ
- マジンボーン（グラディス）
- 残響のテロル（警察）

2015年
- 牙狼〈GARO〉-炎の刻印-（領主）
- 攻殻機動隊 ARISE ALTERNATIVE ARCHITECTURE（ライぞー、ニュースの声）
- トリアージX（Mr.アストロ）
- 銀魂゜（月雄）
- 遊☆戯☆王ARC-V（2015年 - 2016年、ジャック・アトラス）
- 学戦都市アスタリスク（2015年 - 2016年、レスター・マクフェイル） - 2シリーズ
- ノラガミ ARAGOTO（陸巴）
- 牙狼 -紅蓮ノ月-（2015年 - 2016年、藤原保昌）
- 終わりのセラフ 名古屋決戦編（鍵山太郎）
- 進撃!巨人中学校（ミタビ）

2016年
- 甲鉄城のカバネリ（沙梁）
- 坂本ですが?（コウヘイ）
- RS計画 -Rebirth Storage-（沢渡雄一郎）

2017年
- 鬼平（平十）
- 神撃のバハムート VIRGIN SOUL（ダンテ）
- ボールルームへようこそ（峰吾郎）
- 牙狼〈GARO〉-VANISHING LINE-（2017年 - 2018年、料理人トリオ、ホラー）
- 将国のアルタイル（ジーベル）

2018年
- ダーリン・イン・ザ・フランキス（081）
- グラゼニ（渋谷章） - 2シリーズ
- されど罪人は竜と踊る（イェスパー・リヴェ・ラキ）
- 新幹線変形ロボ シンカリオン（2018年 - 2021年、羽島リンドウ） - 2シリーズ
- 風が強く吹いている（2018年 - 2019年、平田彰宏〈ニコチャン〉）
- 寄宿学校のジュリエット（ジャーニー・レックス、生徒、男子生徒）

2019年
- イナズマイレブン オリオンの刻印（ペッカ・レアム）
- モブサイコ100 シリーズ（2019年 - 2022年、芹沢） - 2シリーズ
- PSYCHO-PASS サイコパス 3（廿六木一童）
- ソードアート・オンライン アリシゼーション War of Underworld（シグロシグ）

2020年
- 宝石商リチャード氏の謎鑑定（穂村貴志）
- シャドウバース（2020年 - 2024年、ツヴァイ） - 2シリーズ
- 恋とプロデューサー〜EVOL×LOVE〜（ハデス）
- ぐらぶるっ!（ダーント）

2021年
- SSSS.DYNAZENON（稲本さんの夫）
- 擾乱 THE PRINCESS OF SNOW AND BLOOD（コトダマ）
- 闘神機ジーズフレーム（雨宮巌、ダイシェンノン）
- Deep Insanity THE LOST CHILD（隊長）
- ルパン三世 PART6（殺し屋③）

2022年
- 最遊記RELOAD -ZEROIN-（蒼真道士）
- 転生賢者の異世界ライフ 〜第二の職業を得て、世界最強になりました〜（ゲイル）
- オーバーロードIV（第十席次）

2023年
- 文豪ストレイドッグス（ヨコミゾ）
- ジョジョの奇妙な冒険 ストーンオーシャン（ドナテロ・ヴェルサス）
- ひろがるスカイ!プリキュア（シド・ハレワタール〈2代目〉）
- パズドラ（2023年 - 2025年、トム・ライトニング、タノモウ星人）

2024年
- メタリックルージュ（グレゴリー）
- ふしぎ駄菓子屋 銭天堂（玖須原勇信）
- ひとりぼっちの異世界攻略（オムイ領主）

2025年
- サラリーマンが異世界に行ったら四天王になった話（シルフィード〈着ぐるみ〉）
- 戦隊レッド 異世界で冒険者になる（ハウディ）
- メダリスト（加護耕一）
- TO BE HERO X（探照灯）
- 中禅寺先生物怪講義録 先生が謎を解いてしまうから。（木場修太郎）
- まったく最近の探偵ときたら（東谷大貴）

### 劇場アニメ
2004年
- スチームボーイ

2010年
- 劇場版イナズマイレブン 最強軍団オーガ襲来（革命派議員A）
- 劇場版 機動戦士ガンダム00 -A wakening of the Trailblazer-
- 10thアニバーサリー 劇場版 遊☆戯☆王 〜超融合!時空を越えた絆〜（ジャック・アトラス）
- マルドゥック・スクランブル 圧縮（ウェイター）

2011年
- 劇場版 マクロスF 恋離飛翼〜サヨナラノツバサ〜
- 鋼の錬金術師 嘆きの丘の聖なる星（アラン）

2012年
- 劇場版イナズマイレブンGO vs ダンボール戦機W（フラン父）
- マジック・ツリーハウス（海賊）

2013年
- 攻殻機動隊ARISE -GHOST IN THE SHELL-（ライゾー）
- 言の葉の庭（伊藤宗一郎）

2015年
- 攻殻機動隊 新劇場版（ライゾー）
- ハイキュー!! 終わりと始まり（海信行）

2017年
- 劇場版 Fate/kaleid liner プリズマ☆イリヤ（2017年 - 2021年、ザガリー・エインズワース） - 2作品

2018年
- 機動戦士ガンダムNT（フランソン）

2024年
- 劇場版ハイキュー!! ゴミ捨て場の決戦（海信行）
- コードギアス 奪還のロゼ（ビスマルク・ヴァルトシュタイン）

### OVA
- ガン×ソードさん（2005年、ヴァン）※DVD映像特典
- 遊☆戯☆王5D's 進化する決闘! スターダストVSレッド・デーモンズ（2008年、ジャック・アトラス）※玩具特典映像
- 最遊記外伝 特別篇 香花の章（2013年、晃顕[46]）
- ハイキュー!!（2015年 - 2020年、海信行[47]） - コミックス第15巻アニメDVD付き予約限定版、OVA『陸 VS 空』
- モブサイコ100 第一回霊とか相談所慰安旅行〜ココロ満たす癒やしの旅〜（2019年、芹沢克也[48]）

### Webアニメ
- ポケモンジェネレーションズ（2016年、シバ[49]）
- 異世界居酒屋〜古都アイテーリアの居酒屋のぶ〜（2018年、ラインホルト）
- 7SEEDS（2019年 - 2020年、刈田葉月[50]） - 2シリーズ
- ケンガンアシュラ（2019年、千葉貴之[51]） - 2シリーズ[一覧 11]
- バキ（2020年、サムワン海王[52]）
- テルマエ・ロマエ ノヴァエ（2022年、カエリウス・クレメンス）
- サイバーパンク エッジランナーズ（2022年、マキシム）
- エクセプション（2022年、オスカー[53]）

### ゲーム
2005年
- ローグギャラクシー（クラン・イジル）

2007年
- エンジェル・プロファイル（メフィスト）
- ギャラクシーエンジェルII 無限回廊の鍵（カルバドゥス・カジェル）
- グラナド・エスパダ（カート・リンドン）

2008年
- ヴァルキリープロファイル 咎を背負う者（アーネスト、ガーランド執行官、バルマーの部下、フォーネルの部下）

2009年
- 断罪のマリア（ファーザー）
- デス・コネクション（ジャン）
- 遊☆戯☆王 ファイブディーズ Wheelie Breakers（ジャック・アトラス）
- 遊☆戯☆王ファイブディーズ タッグフォース4（ジャック・アトラス）

2010年
- 遊☆戯☆王ファイブディーズ タッグフォース5（ジャック・アトラス、偽ジャック）

2011年
- 戦律のストラタス（イグナート・ベシカレフ）
- 遙かなる時空の中で5（土方歳三）
- バレットソウル -弾魂-（ゼンイチ）
- マスケティア（リシュリュー）
- 遊☆戯☆王ファイブディーズ タッグフォース6（ジャック・アトラス）
- 遊☆戯☆王5D's Duel Transer（ジャック・アトラス）

2012年
- 断罪のマリア 〜ラ・カンパネラ〜（ファーザー）

2013年
- 断罪のマリア Complete Edition（ファーザー）
- ダンボール戦機ウォーズ（猿田学、甲本ダイゴ）
- デジモンアドベンチャー
- Princess Arthur（ルキウス・ティベリウス）

2014年
- グランブルーファンタジー（2014年 - 2024年、ダーント、クレアス、天象の風霊、七星剣、帝国兵） - 3作品
- ハイキュー!! 繋げ!頂の景色!!（海信行）
- バレットソウル -インフィニットバースト-（不倶戴天のゼンイチ）

2015年
- 終わりのセラフ 運命の始まり（鍵山太郎）
- テイルズ オブ ゼスティリア（ルーカス）

2016年
- エンドライド-X fragments-（バーミリオン）
- 学戦都市アスタリスクフェスタ 鳳華絢爛（レスター・マクフェイル）
- ザ・キング・オブ・ファイターズシリーズ（2016年 - 2021年、八神庵） - 4作品
- 三國志13（孫策）

2017年
- 仁王（足利義輝）
- Fate/Grand Order（2017年 - 2024年、土方歳三）

2018年
- 進撃の巨人2（ミタビ・ヤルナッハ、主人公・男・タイプ4）
- モンスターストライク（ミッキーマウス）
- SNKヒロインズ 〜Tag Team Frenzy〜（ミスX〈男声〉） - DLC追加キャラクター
- ミリオンアーサー アルカナブラッド（異界型 八神庵）
- 遊戯王 デュエルリンクス（ジャック・アトラス）

2019年
- キングダム ハーツIII（王様）
- スーパーロボット大戦シリーズ（2019年 - 2021年、ヴァン） - 3作品

2020年
- 仁王2（足利義輝）
- ディズニー ツイステッドワンダーランド（ミッキーマウス）
- モンスターハンター ライダーズ（ランサム）
- キングダム ハーツ メロディ オブ メモリー（王様）
- コール オブ デューティ ブラックオプス コールドウォー（フランク・ウッズ）

2021年
- プロジェクトセカイ カラフルステージ! feat. 初音ミク（絵名と彰人の父〈東雲慎英〉）

2022年
- コードギアス 反逆のルルーシュ ロストストーリーズ（2022年 - 2023年、ビスマルク・ヴァルトシュタイン）
- コードギアス Genesic Re;CODE（ビスマルク・ヴァルトシュタイン）
- ゴッド・オブ・ウォー ラグナロク（トール）

2023年
- ファイナルファンタジーXIV（ゴルベーザ、ドゥランテ、アルジク）
- BLUE PROTOCOL（コーズ）
- WAR OF THE VISIONS ファイナルファンタジー ブレイブエクスヴィアス 幻影戦争（グリファード）
- ポケモンマスターズEX（クロツグ）

2024年
- スター・ウォーズ 無法者たち（ジェイレン・ヴラックス）
- ロマンシング サガ2 リベンジオブザセブン（エンリケ）
- コール オブ デューティ ブラックオプス 6（フランク・ウッズ）
- Wizardry Variants Daphne

2025年
- モンスターストライク（ビスマルク・ヴァルトシュタイン）
- ゼノブレイドクロス ディフィニティブエディション（ラオ）

時期未定
- 原神（ファトゥス「富者」）

### 吹き替え

#### 担当俳優
ジョン・クラシンスキー
- クワイエット・プレイス（2018年 - 2021年、リー・アボット）
  - クワイエット・プレイス 破られた沈黙

- ドクター・ストレンジ/マルチバース・オブ・マッドネス（2022年、リード・リチャーズ / ミスター・ファンタスティック）

ヘンリー・カヴィル
- DCエクステンデッド・ユニバース（2013年 - 2022年、クラーク・ケント / スーパーマン）
  - マン・オブ・スティール
  - バットマン vs スーパーマン ジャスティスの誕生
  - ジャスティス・リーグ
  - ジャスティス・リーグ:ザック・スナイダーカット
  - ブラックアダム

- コードネーム U.N.C.L.E.（2016年、ナポレオン・ソロ）
- 砂の城（2017年、サイバーソン大尉）
- エノーラ・ホームズの事件簿（2020年 - 2022年、シャーロック・ホームズ）
  - エノーラ・ホームズの事件簿2

- ARGYLLE/アーガイル（2024年、オーブリー・アーガイル）
- デッドプール&ウルヴァリン（2024年、カヴィルリン）

#### 映画
- アート・オブ・デビル（ダナイ〈ソムチャイ・サスターム〉）
- アイ,ロボット ※フジテレビ版
- 荒鷲の要塞（ジョン・スミス少佐〈リチャード・バートン〉）※日本テレビ新版ムービープラス追録部分[93]
- ある日どこかで（リチャード〈クリストファー・リーヴ〉）※Netflix版[94]
- アルマゲドン2007
- 石ころの夢（ムン刑事）
- イントゥ・ザ・ブルー2（セバスチャン〈クリス・カーマック〉）
- 噂のアゲメンに恋をした!（チャーリー〈デイン・クック〉）
- エレクトラ
- オーシャンズ12（トファー・グレイス）※日本テレビ版
- ガルフ・ウォー
- GARMWARS ガルム・ウォーズ（スケリグ〈ケヴィン・デュランド〉[95]）
- グッド・ライ 〜いちばん優しい嘘〜（ジェレマイア〈ゲール・ドゥエイニー〉）
- グランド・マスター（マーサン〈マックス・チャン〉）
- 撃鉄2 -クリティカル・リミット-（ニコライ）
- 恋のQピッド（フレッド〈ニコラス・ツェー〉）
- こころに剣士を（エンデル〈マルト・アヴァンディ〉）
- コモドVSキングコブラ
- コンフィデンス（ルーパス〈フランキー・G〉）
- 西遊記2 〜妖怪の逆襲〜（沙悟浄[96]）
- ザ・ヘラクレス（ソティリス〈リアム・マッキンタイア〉）
- シャザム!（ヴィクター〈クーパー・アンドリュース〉[97]）※ザ・シネマ版
- ジュラシック・ワールド（バリー〈オマール・シー〉[98]）※日本テレビ版
- ショック・ウェーブ（ローク〈ブレイク・ギボンズ〉）
- 白い闇の女（サイモン・クローリー〈キャンベル・スコット〉）
- ステイト・オブ・ウォー
- ダ・ヴィンチ・コード（ドゥーセント）※劇場公開版
- タクシードライバー ※DVD版
- 007 死ぬのは奴らだ ※DVD新録版
- 007 消されたライセンス（ダリオ〈ベニチオ・デル・トロ〉）※DVD新録版
- トリコロールに燃えて
- ナポレオン（ナポレオン・ボナパルト〈ホアキン・フェニックス〉[99]）
- ナルニア国物語/第1章: ライオンと魔女（フィリップ）
- 必殺処刑人（ジーン・デッカー〈ダニー・ダイア〉）
- ブライトバーン/恐怖の拡散者（カイル・ブライア〈デヴィッド・デンマン〉）
- ブラッディ・バレンタイン3D（マーティン保安官代理〈エディ・ガテギ〉）
- フランス、幸せのメソッド（スティーブ〈ジル・ルルーシュ〉）
- ヘルライド（コマンチ〈エリック・バルフォー〉）
- ボーン・スプレマシー ※日本テレビ版
- ホテル・ムンバイ（デヴィッド〈アーミー・ハマー〉）
- マーベル・シネマティック・ユニバース
  - アイアンマン（ベン、分析官）※テレビ朝日版
  - アイアンマン3（警備員5）
  - ガーディアンズ・オブ・ギャラクシー（ザンダー人被告）
  - マーベルズ（アーミル・カーン〈サーガル・シェイク〉[100]）
  - キャプテン・アメリカ:ブレイブ・ニュー・ワールド（山本[101]）
- マイ・ラブ・リンリン（ハ・テフン〈イ・ドンゴン〉）
- マグニフィセント・セブン（バスケス〈マヌエル・ガルシア＝ルルフォ〉[102]）
- マトリックス レボリューションズ（コルト）※フジテレビ版
- マレフィセント2（ボーラ〈エド・スクライン〉[103]）
- ミーン・ガールズ（シェーン〈ディエゴ・クラテンホフ〉）
- M:i:III（ボディガード〈ジェフ・チェイス〉）※劇場公開版
- ムーンフォール（ダグ〈エミ・イクワーカー〉[104]）
- Merry Christmas! 〜ロンドンに奇跡を起こした男〜（ヘンリー・バーネット / ボブ・クラチット）
- メン・イン・ブラック2 ※テレビ朝日版
- レイヤー・ケーキ
- レッド・ノーティス（ソット・ボーチェ〈クリス・ディアマントポロス〉[105]）
- レディ・イン・ザ・ウォーター
- ワールド・トレード・センター
- ワイルド・スピードX3 TOKYO DRIFT（モリモト）
- ワンナイト・イン・モンコック（何若偉）

#### ドラマ
- I AM 私の分岐点 #1（バリー〈サム・スプルエル〉[106]）
- ある素敵な日（カン・ドンハ〈ナムグン・ミン〉）
- ER緊急救命室
  - シーズン9 #3（バーニー〈ジェームズ・ウォーターストン〉）、#19（ブルース〈エミール・リン〉）
  - シーズン10 #21（警備員〈イヴァン・サリク〉）
  - シーズン12 #12（ローガン〈キップ・マーティン〉）
  - シーズン13 #11（ロブ・ウェバー〈ブライアン・マクガヴァーン〉）
- 1%の奇跡（ソヒョン）
- ウィロー（ボーマン〈アマール・チャーダ＝パテル〉[107]）
- エージェント・オブ・シールド（ディーク〈ジェフ・ワード〉）
- エイリアス（トーマス・グレース〈バルサザール・ゲティ〉）
- オルタード・カーボン シーズン1（タケシ・コヴァッチ〈ヨエル・キナマン〉）
- ギルモア・ガールズ（ジャクソン〈ジャクソン・ダグラス〉）
- THE MENTALIST メンタリストの捜査ファイル シーズン3
- CSI:ニューヨーク
- しあわせの処方箋（トニー）
- しあわせの処方箋 シーズン2（ジョン・サリー）
- STARTUP スタートアップ（ロナルド・デイシー〈エディ・ガテギ〉）
- スタートレック:ディスカバリー シーズン2（スポック〈イーサン・ペック〉）
- スタートレック:ストレンジ・ニュー・ワールド（スポック〈イーサン・ペック〉）
- スティーヴン・キングのキングダム・ホスピタル（ガプタ医師）
- スハウエンダム 〜12の疑惑〜（謎の男〈ハイス・ナバー〉[108]）
- ダメージ シーズン4
- ドールハウス Dollhouse シーズン3（ジョシュ・エリス）
- Dr.HOUSE シーズン7
- トンイ（オ・ユン）
- ナース・ジャッキー（技師）
- 西海岸捜査ファイル グレイスランド
- THE 100/ハンドレッド（ベラミー・ブレイク〈ボブ・モーリー〉）
- フォー・オール・マンカインド（エドワード・ボールドウィン〈ヨエル・キナマン〉）
- プリズン・ブレイク（ニック・サブリン〈フランク・グリロ〉 他）
- ブレイクアウト・キング（チャーリー〈ラズ・アロンソ〉）
- 碧血剣（安剣清）
- ホワイトカラー シーズン2
- ホワイトカラー シーズン3
- ミズ・マーベル（アーミル・カーン〈サーガル・シェイク〉）
- ヤング・スーパーマン シーズン9
- ライ・トゥ・ミー 嘘は真実を語る シーズン3（ミラー）
- ライン・オブ・ビューティ 愛と欲望の境界線（トビー・フェデン）
- LUCIFER/ルシファー（マーカス・ピアース警部補〈トム・ウェリング〉）
- 六龍が飛ぶ（チョン・ドジョン〈キム・ミョンミン〉）
- ロッジ49（ショーン・“ダッド”・ダドリー〈ワイアット・ラッセル〉）
- DOC あすへのカルテ（マルコ・サルドーニ〈ラファエレ・エスポジト〉）

#### アニメ
- アダムス・ファミリー2 アメリカ横断旅行!（求婚する男[109]）
- カーズ（DJ）
- ケンタウロスワールド（チェド）
- チキチキマシン猛レース!（キザトト君[110]）
- ディズニー各作品（2018年 - 、ミッキーマウス）※BVHE版3代目
  - ミッキーマウスとロードレーサーズ
  - ミッキーマウス!
  - ミッキーマウスのワンダフルワールド
  - ミッキーマウス クラブハウス
  - ミッキーマウス ミックス・アドベンチャー
  - ミッキーマウス ファンハウス
  - ワンス・アポン・ア・スタジオ -100年の思い出-
- ティンカー・ベルと月の石（フクロウ）
- トムとジェリーワイルドスピード（スティード・ダークリー）
- トランスフォーマー/ONE（ショックウェーブ[111]）
- モンスターハンター: レジェンド・オブ・ザ・ギルド（ジュリアス[112]）

### 舞台
- アメリカ（2003年3月）
- マロニエ（2007年）中村
- 血魅怒呂六苦〜全國制覇はまるで餐堕舞雲天のように夜露死苦〜（2007年12月14日 - 16日）斑蜘蛛
- ペリクリーズ（ペリクリーズ）
- ステージドア（キングスレー）
- Lit Klatch リーディングシアター「ホス探へようこそ episode2」（2009年10月3日、南大塚ホール）黒月
- ら・むうん なぞらえ屋スピンオフ第二弾「残憧〜雪中紅螢〜」「残笑〜嗚呼青春の接吻道〜」（2011年11月25日 - 27日、戸野廣浩司記念劇場）
- Lit Klatch リーディングシアター「ホス探へようこそ FINAL」（2012年1月7日・8日、中野ザ・ポケット）黒月

### オペラ助演
- マクベス（亡霊 他）
- ラインの黄金（ネプチューン 他）

### ラジオ
- 星野貴紀のおら! アミーゴス（インターネットラジオ）
- 家の扉は（仮）（インターネットラジオ）
- ラジオ・薔薇のマリア〜サンランド無統治王国王立放送局（インターネットラジオ）
- 天使と悪魔の執事カフェへようこそ（インターネットラジオ）

### CD

#### ドラマCD
2003年
- GetBackers-奪還屋- TARGET G（冬木士度）
- GetBackers-奪還屋- TARGET B（冬木士度）

2005年
- アイシールド21 DRAMA FIELD 1（十文字一輝）
- ガン×ソード バラエティ・アルバム 『いつだって波乱ヴァン丈』（ヴァン）
- GetBackers-奪還屋- 永遠の絆を奪り還せ!編1〜Beast Howling〜（冬木士度）
- GetBackers-奪還屋- 永遠の絆を奪り還せ!編2〜Bug's Karma〜（冬木士度）
- GetBackers-奪還屋- マリンレッドを奪り還せ 〜Legend of Vampire〜（冬木士度）

2006年
- webラジ voice theater 『薔薇のマリア』Don't make me alone（トマトクン）
- ガン×ソード エピソード+（ヴァン）
- GetBackers-奪還屋- 永遠の絆を奪り還せ!編3〜The Origin〜（冬木士度）
- 魔法使いの娘（鈴の木無畏）

2007年
- エンジェル・プロファイル オリジナルドラマCD Boys, be ambitious! 前編・後編（メフィスト）
- NIGHT HEAD GENESIS ドラマCD 〜時の迷子〜（Y）

2010年
- 遙かなる時空の中で5 夜明け前 壱（土方歳三）

2011年
- アリアンロッド・サガ ファンブック 「Heartbreak Memory」付属 ドラマCD「追憶のフラグメント」（マクリル・アガルタ）

2013年
- 闇のパープル・アイ -慎也と小田切篇-（小田切貢）

#### BLCD
2006年
- あなたと恋におちたい（茅野）
- 駆け引きのレシピ（津村）
- さあ恋に落ちたまえ4（結城弘也）
- まなざしの誘惑（松本浩治）
- 乱れそめにし（蒼月）

2007年
- 傾城秘話 籠の中で 〜籠の華（殿）
- 失恋マニア（名倉）
- 淫らな躰に酔わされて（三上和彦）

2008年
- 誰にも愛されない（飯島）
- 華と龍（木崎）
- Punch↑（貴之）

2009年
- 君のために泣こう（澤井亮介）
- 純情（室江弘真）

2010年
- さあ 恋におちたまえ5（結城弘也）
- 純情2（室江弘真）

#### ラジオ、トークCD
- NetstreamCD いなほし編 本編
- NetstreamCD いなほし編 EX

### インターネット配信
- 朗読ぷろじぇくと第一回 羅生門（語り）
- クリエイターズTV
- ふぃあ通（2010年9月号）

### その他コンテンツ
- 牙狼-GARO- -炎の刻印-「饗応-DAY BREAK-」（ナレーター）
- 遊☆戯☆王VRAINS 徹底解剖!遊☆戯☆王LABO
- 地球ドラマチック（ボイスオーバー）
  - 「究極のツタンカーメン（前編・後編）」
  - 「あなたの知らないローマ〜探検!古代都市の地下迷宮〜」
  - 「あなたの知らないイスタンブール〜3Dで再現!魅惑の古都〜」
- 東京ディズニーリゾート 各種イベント（ミッキーマウスの声）
- SSSS.DYNAZENON ボイスドラマ（2021年、稲本さんの夫）

## ディスコグラフィ

### キャラクターソング
| 発売日         | 商品名                                                                         | 歌                                                                             | 楽曲                   | 備考                                                                              |
| -------------- | ------------------------------------------------------------------------------ | ------------------------------------------------------------------------------ | ---------------------- | --------------------------------------------------------------------------------- |
| 2009年4月24日  | 断罪のマリア キャラクターソングアルバム gran jubilee vol.1 魂の拍動編          | ファーザー（星野貴紀）                                                         | 「不夜城の主」         | ゲーム『断罪のマリア』関連曲                                                      |
| 2013年5月29日  | ヴォーカル集 遙かなる時空の中で5 〜白妙の恋唄〜2                               | 沖田総司（岡本信彦）、近藤勇（稲田徹）、土方歳三（星野貴紀）                   | 「誠一路」             | ゲーム『遙かなる時空の中で5』関連曲                                               |
| 2019年11月20日 | KING OF FIRE                                                                   | 草薙京（前野智昭）、八神庵（星野貴紀）                                         | 「KING OF FIRE」       | ゲーム『THE KING OF FIGHTERS for GIRLS』テーマソング                              |
| 2019年11月20日 | KING OF FIRE                                                                   | 八神庵（星野貴紀）                                                             | 「無限回廊」           | ゲーム『THE KING OF FIGHTERS for GIRLS』関連曲                                    |
| 2020年1月29日  | ソードアート・オンライン アリシゼーション War of Underworld BD・DVD第2巻特典CD | ディー・アイ・エル（甲斐田裕子）、シグロシグ（星野貴紀）、フルグル（遠藤大智） | 「Deepening the dark」 | テレビアニメ『ソードアート・オンライン アリシゼーション War of Underworld』関連曲 |